# Geoffroys zadelrugtamarin
De Geoffroys zadelrugtamarin (Leontocebus nigrifrons)  is een zoogdier uit de familie van de klauwaapjes (Callitrichidae). De wetenschappelijke naam van de soort werd voor het eerst geldig gepubliceerd door Isidore Geoffroy Saint-Hilaire in 1850. Vroeger werd de soort gerekend als een ondersoort van de bruinrugtamarin, maar het is gebleken dat dit een aparte soort is.

## Voorkomen
De soort komt voor in het westen van het Amazonegebied in het noordelijke grensgebied van Brazilië en Peru.